# Hrant Dink
Fırat Hrant Dink (armensk: Հրանդ Տինք ) (født 15. september 1954 i Malatya, Tyrkiet, død 19. januar 2007 i Istanbul, Tyrkiet) var en tyrkisk-armensk journalist og ansvarlig redaktør for den tyrkisk-armenske tosprogede ugeavis Agos.
Han blev født i den østtyrkiske, kurdisk dominerede by Malatya og flyttede sammen med sine søskende til Istanbul i 7-års alderen. Han voksede til dels op på et armenisk vajsenhus og traf sin senere kone, Rakel Yağbasan, på denne skole.
Hrant Dink og den tyrkiske nobelpristager Orhan Pamuk har begge været udsatte for forfølgelser af tyrkiske nationalister. De har i den senere tid fået opmærksomhed i forbindelse med, at de har været anklaget for at have kritiseret "tyrkheden" i samfundet, hvilket er en forbrydelse i henhold til § 301 i den tyrkiske straffelov. Hrant Dink dømtes for nylig for dette og havde i en længere periode været truet på livet i utallige tilfælde.
Hrant Dink blev myrdet den 19. januar 2007, da han forlod Agos kontor, på Halaskargazi Caddesi i Istanbul-kommunen Şişli kort om eftermiddagen. Foruden hustruen efterlader Dink døtrene, Baydar og Sera, og sønnen Arat.

## Pristildelinger
Fra Agos netsted:
- 2005 Den tyrkiske menneskeretsorganisations pris "Ayşe Nur Zarakolu freedom of thought and speech"
- 2006 Den tyske Henri-Nannen-Preis für Pressefreiheit 2006 af ugemagasinet Stern
- 2006 Den nederlandske Oxfam Novib/PEN Awards
- 2006 Den norske Bjørnsonprisen.